# Agnosticismo

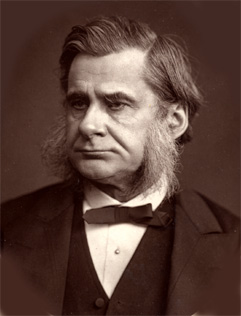
Thomas Henry Huxley, che introdusse il termine agnosticismo nel senso moderno.

L'agnosticismo (dal greco antico ἀ- (a-), "senza", e γνῶσις (gnōsis), "sapere", "conoscenza") è un atteggiamento concettuale con cui si sospende il giudizio rispetto ad un problema, poiché non se ne ha, o non se ne può avere, sufficiente conoscenza. In senso stretto è l'astensione dal giudizio sulla questione dell'esistenza o meno di una qualche entità divina. L'agnostico afferma cioè di non sapere la risposta, oppure afferma che non è umanamente conoscibile una risposta e che per questo non può esprimersi in modo certo sul problema esposto. Nello specifico questa posizione è solitamente assunta rispetto al problema della conoscenza di Dio. In forme del tutto secondarie e in disuso può anche riguardare l'etica, la politica o la società.

## Definire l'agnosticismo
Secondo Thomas Henry Huxley "L'agnosticismo è l'essenza della scienza, sia antica che moderna." Significa semplicemente che un uomo non deve dire di conoscere o credere ciò di cui non ha motivi scientifici per professare di conoscere o credere. Di conseguenza, l'agnosticismo mette da parte non solo la maggior parte della teologia popolare, ma anche la maggior parte della semplice anti-teologia. "Nel complesso, il "boh!" dell'eterodossia è più offensivo per me di quello dell'ortodossia, perché l'eterodossia si professa come guidata dalla ragione e dalla scienza, e l'ortodossia no. Ciò che gli agnostici negano e ripudiano, come immorale, è la dottrina contraria, cioè che ci siano proposizioni che gli uomini dovrebbero credere, senza prove logicamente soddisfacenti; e quella riprovazione dovrebbe legarsi alla professione di incredulità in proposte così inadeguatamente sostenute. L'agnosticismo, infatti, non è un credo, ma un metodo, la cui essenza sta nella rigorosa applicazione di un singolo principio ... Positivamente il principio può essere così espresso: in materia di intelletto, segui la tua ragione fino a dove ti porterà, senza riguardo per qualsiasi altra considerazione. E negativamente: nelle questioni dell'intelletto non pretendere che le conclusioni siano certe, se queste non sono dimostrate o dimostrabili."
Essendo soprattutto uno scienziato, Huxley ha presentato l'agnosticismo come una forma di demarcazione. Un'ipotesi senza prove di supporto, obiettive e verificabili non è un'affermazione oggettiva e scientifica. Come tale, non ci sarebbe modo di testare dette ipotesi, lasciando i risultati inconcludenti. Il suo agnosticismo non era compatibile con la formazione di una credenza sulla verità, o la menzogna, della richiesta in questione. Karl Popper si descrive come un agnostico. Secondo il filosofo William L. Rowe, in questo senso stretto, l'agnosticismo è l'opinione che la ragione umana non è in grado di fornire sufficienti basi razionali per giustificare la credenza che Dio esiste o la convinzione che Dio non esiste.
George H. Smith, pur ammettendo che la definizione ristretta di ateismo era la definizione di uso comune di quella parola, e ammettendo che l'ampia definizione di agnostico era la definizione di uso comune, promosse l'ampliamento della definizione di ateo restringendo la definizione di agnostico. Smith rifiuta l'agnosticismo come terza alternativa al teismo e all'ateismo e promuove termini come l'ateismo agnostico (la visione di coloro che non credono nell'esistenza di alcuna divinità, ma non pretendono di sapere se una divinità esiste o non esiste) e teismo agnostico.

## Etimologia
Il termine "agnostico" (dal greco antico ἀ- (a-), che significa "senza", e γνῶσις (gnōsis), che significa "conoscenza") fu usato da Thomas Henry Huxley in un discorso durante una riunione della Società metafisica nel 1869 per descrivere la sua filosofia, che rifiuta tutte le richieste di conoscenza spirituale o mistica.
L'agnosticismo non deve essere confuso con le opinioni religiose che si oppongono in particolare all'antico movimento religioso dello Gnosticismo; Huxley usò il termine in un senso più ampio e più astratto. Huxley identificò l'agnosticismo non come un credo ma piuttosto come un metodo di indagine scettica, basata sull'evidenza.
Negli ultimi anni, la letteratura scientifica che si occupa di neuroscienze e psicologia ha usato il termine "non conoscibile". Nella letteratura tecnica e di marketing, "agnostico" può anche significare indipendenza da alcuni parametri, ad esempio "piattaforma agnostica" o "hardware agnostico".

## Storia
Agostino d'Ippona, nella prima delle sue lettere (Epistolae), scrive che certi accademici della scuola Platonica sostenevano che "alla natura umana è negata la conoscenza", allontanandosi dalla credenza dei Padri della Chiesa, gli esegeti cristiani, dove invece è supposta anche la conoscenza certa e vera, "per ricondurre gli uomini a ricercare la verità... Ognuno poi, distolto per quelle argomentazioni da ciò che di saldo e inconcusso aveva creduto di possedere..."
La posizione "agnostica" deriva nell'antichità da Protagora e successivamente dallo scetticismo, che praticava una simile ma più radicale sospensione del giudizio nell'epistemologia, ritenendo tutta la conoscenza umana sempre dubitabile e perfettibile. Chi dichiara inconoscibile l'esistenza di un dio allo stesso tempo risulta talvolta non convinto della sua esistenza, cosa che rientra in alcune definizioni di ateismo
Gli agnostici non sono necessariamente indifferenti al problema della fede e all'attività spirituale o religiosa; molti di coloro che stanno attivamente cercando una fede o sono in dubbio, hanno sostanzialmente una posizione agnostica, paragonabile al dubbio metodologico nella filosofia. Di converso, alcuni atei, pur essendo fondamentalmente scettici circa l'esistenza di una entità superiore, ritengono in via razionale che, così come l'esistenza di questa non si può dimostrare, non si possa neppure negare.
Posizioni agnostiche sono rinvenibili, nella cultura occidentale, sin dall'antichità, ma furono spesso oggetto di attacchi violenti. Diogene Laerzio riferisce che Protagora fu bandito dagli ateniesi e i suoi libri pubblicamente bruciati dopo che egli scrisse:
(citato in Diogene Laerzio, Vite dei filosofi, libro IX, cap. VIII)
La posizione agnostica diviene permanente in vari filosofi post-kantiani. Come dimostrò Immanuel Kant, nella dialettica trascendentale della critica della ragion pura, la ragione che pretende di parlare dell'incondizionato, il noumeno, cade in contraddizione, tanto per dimostrarne l'esistenza quanto per negarla.

### Pensiero indù
In tutta la storia dell'induismo c'è stata una forte tradizione di speculazione filosofica e scetticismo.
Il Rig Veda ha una visione agnostica sulla questione fondamentale di come l'universo e gli dei sono stati creati. Nāsadīya sūkta nel decimo capitolo del Rig Veda dice:
Chi lo proclamerà qui?
Da dove è stato prodotto? Da dove viene questa creazione?
Gli dei sono venuti dopo, con la creazione di questo universo.
Chi sa allora da dove è sorto?»
(Nāsadīya sūkta, Rig Veda)

### Hume, Kant e Kierkegaard
Aristotele, Anselmo d'Aosta, Tommaso d'Aquino e Cartesio hanno presentato argomenti che tentavano di dimostrare razionalmente l'esistenza di Dio. L'empirismo scettico di David Hume, le antinomie di Immanuel Kant e la filosofia esistenziale di Søren Kierkegaard convinsero molti filosofi successivi ad abbandonare questi tentativi, ritenendo impossibile costruire qualsiasi prova inattaccabile per l'esistenza o la non esistenza di Dio.
Nel suo libro del 1844, Briciole filosofiche, Kierkegaard scrive:
Hume era il filosofo preferito di Huxley che lo definiva "il principe degli agnostici". Diderot, in una lettera a Sophie Volland, racconta una visita di Hume al barone D'Holbach, descrivendo come una parola per la posizione che in seguito Huxley avrebbe descritto come agnosticismo non sembrava esistere, o almeno non era di uso comune all'epoca.

### Gran Bretagna

#### Charles Darwin
Cresciuto in un ambiente religioso, Charles Darwin (1809-1882) ha studiato per diventare un sacerdote anglicano. Mentre alla fine dubitava parti della sua fede, Darwin continuò ad aiutare negli affari ecclesiastici, pur evitando la frequenza alla chiesa. Darwin affermò che sarebbe "assurdo dubitare che un uomo possa essere un teista ardente e un evoluzionista". Anche se reticente sulle sue opinioni religiose, nel 1879 scrisse che "Non sono mai stato ateo nel senso di negare l'esistenza di un Dio. - Penso che in generale ... "agnostico" sarebbe la più corretta descrizione del mio stato mentale."

#### Thomas Henry Huxley
I punti di vista agnostici sono antichi quanto lo scetticismo filosofico, ma i termini agnosticismo e agnostico furono creati da Huxley (1825-1895) per riassumere i suoi pensieri sugli sviluppi contemporanei della metafisica sull'"incondizionato" (William Hamilton) e sull'"inconoscibile" (Herbert Spencer). Anche se Huxley cominciò a usare il termine "agnostico" nel 1869, le sue opinioni avevano preso forma qualche tempo prima di quella data. In una lettera del 23 settembre 1860 a Charles Kingsley, Huxley discusse ampiamente le sue opinioni:
Non serve parlarmi di analogie e probabilità. So cosa intendo quando dico di credere nella legge dei quadrati inversi, e non riporrò la mia vita e le mie speranze su convinzioni più deboli ...
Che la mia personalità sia la cosa più sicura che so possa essere vera. Ma il tentativo di concepire ciò che è mi conduce a semplici sottigliezze verbali. Ho fatto il pieno di tutta quella pula sull'ego e il non-ego, noumena e fenomeni, e tutto il resto, troppo spesso per non sapere che nel tentativo di pensare anche a queste domande, l'intelletto umano vacilla subito da la sua profondità.»
E ancora, allo stesso corrispondente, il 6 maggio 1863:
Dell'origine del nome agnostico per descrivere questo atteggiamento Huxley fornì il seguente resoconto:
Così ho pensato e inventato quello che pensavo fosse il titolo appropriato di "agnostico". Mi è venuto in mente come suggestivamente antitetico allo "gnostico" della storia della Chiesa, che ha professato di conoscere così tanto le cose di cui ero ignorante. ... Con mia grande soddisfazione il termine ha preso.»
Nel 1889 Huxley scrisse:

#### William Stewart Ross
William Stewart Ross (1844-1906) scrisse sotto il nome di Saladino. Era associato con i liberi pensatori vittoriani e con l'organizzazione della British Secular Union. Curò la rivista Secular Review dal 1882 che fu poi ribattezzata Agnostic Journal and Eclectic Review e chiusa nel 1907. Ross sostenne l'agnosticismo in opposizione all'ateismo di Charles Bradlaugh come esplorazione spirituale aperta.
In Why I am an Agnostic (1889) afferma che l'agnosticismo è "il contrario dell'ateismo".

#### Bertrand Russell
Bertrand Russell (1872-1970) pubblicò in Perché non sono cristiano nel 1927 una classica affermazione di agnosticismo. Invita i suoi lettori a "stare in piedi da soli e guardare al mondo con equità e intelligenza libera".
Nel 1939 Russell tenne una conferenza sull'esistenza e la natura di Dio in cui si definiva ateo:
Tuttavia, più tardi nella stessa conferenza, discutendo concetti moderni non antropomorfi di Dio, Russell afferma:
Nell'opuscolo di Russell del 1947, Am I An Atheist o Agnostic? (sottotitolato A Plea For Tolerance in the Face of New Dogmas), rimugina sul problema di come definirsi:
Nel suo saggio del 1953, What Is An Agnostic? Russell poi afferma:
Gli agnostici sono atei?
No. Un ateo, come un cristiano, sostiene che possiamo sapere se c'è o meno un Dio. Il cristiano sostiene che possiamo sapere che c'è un Dio; l'ateo, che possiamo sapere che non c'è. L'agnostico sospende il giudizio, affermando che non vi sono motivi sufficienti per l'affermazione o la negazione.»
Più avanti nel saggio, Russell aggiunge:

#### Leslie Weatherhead
Nel 1965 il teologo cristiano Leslie Weatherhead (1893-1976) pubblicò The Christian Agnostic, nel quale argomentava:

## Tipi di agnosticismo

### Agnosticismo forte
L'agnosticismo forte è la visione secondo cui la questione dell'esistenza o inesistenza di una divinità e la natura della realtà ultima è inconoscibile a causa della nostra naturale incapacità di verificare qualsiasi esperienza con altro che non sia un'altra esperienza soggettiva. Un forte agnostico direbbe: "Non posso sapere se una divinità esista o no, e nemmeno tu puoi".

### Agnosticismo debole
L'agnosticismo debole è l'idea che l'esistenza o l'inesistenza di una divinità sia attualmente sconosciuta ma non necessariamente inconoscibile; quindi, si tratterrà il giudizio fino a quando le prove, se ce ne saranno, saranno disponibili. Un agnostico debole direbbe: "Non so se esistano divinità (religioni) o no, ma forse un giorno, se ci saranno prove, potrei credere in una religione". In sostanza un agnostico debole manifesta un giudizio "sospeso" non definitivo o apodittico, manifesta implicitamente una certa disponibilita' a credere, ma desidera prove certe pur non essendo aprioristicamente ateo. 
S. Tommaso potrebbe essere annoverato in questa tipologia.

### Agnosticismo apatico
La visione secondo cui nessun dibattito possa provare o smentire l'esistenza di una o più divinità, e se una o più divinità esistono, non sembrano preoccuparsi del destino degli umani. Pertanto, la loro esistenza ha poco o nessun impatto sugli affari umani personali e dovrebbe essere di scarso interesse.